# Audrey Rochtus
Audrey Rochtus, (Bornem, 5 november 1982) is een Belgische gewezen atlete, die zich had toegelegd op de sprint. Zij nam eenmaal deel aan de wereldkampioenschappen en veroverde twee Belgische titels.

## Biografie
Rochtus werd in 2002 op de 200 m Belgisch kampioene. Ze werd als reserve geselecteerd voor de 4 x 100 m op de Europese kampioenschappen. Ze kwam niet in actie. Begin 2003 verbeterde ze samen met haar clubgenotes Kim Gevaert, Élodie Ouédraogo en Lesley Poelmans het Belgisch indoorrecord op de 4 x 200 m. Ze werd die zomer voor de tweede keer Belgisch kampioene op de 200 m. Ze werd opnieuw geselecteerd voor de 4 x 100 m op de wereldkampioenschappen in Parijs, waar ze met het Belgische team een zesde plaats veroverde. Het jaar nadien verloor ze haar plaats in het estafetteteam aan Lien Huyghebaert en greep ze naast een selectie voor de Olympische Spelen.

### Clubs
Rochtus was aangesloten bij Sparta Bornem en daarna bij fusieclub  AC Willebroek-Boom (Wibo). Begin 2003 stapte ze over naar Vilvoorde AC.

## Belgische kampioenschappen
| Onderdeel | Jaar       |
| --------- | ---------- |
| 200 m     | 2002, 2003 |

## Persoonlijke records
Outdoor
| Onderdeel | Prestatie | Wind     | Datum            | Plaats |
| --------- | --------- | -------- | ---------------- | ------ |
| 100 m     | 11,64 s   | +1,1 m/s | 25 mei 2003      | Duffel |
| 200 m     | 23,69 s   | +0,5 m/s | 18 augustus 2003 | Jambes |

Indoor
| Onderdeel | Prestatie | Datum            | Plaats |
| --------- | --------- | ---------------- | ------ |
| 60 m      | 7,45 s    | 16 februari 2003 | Gent   |
| 200 m     | 25,72 s   | 30 januari 2000  | Gent   |

## Palmares

### 200 m
- 2003:  BK indoor AC - 7,45 s

### 100 m
- 2003: 5e in ½ fin. EK U23 in Bydgoszcz - 11,89 s

### 200 m
- 2002:  BK AC - 24,49 s
- 2003:  BK AC - 23,69 s
- 2003: 8e op EK U23 in Bydgoszcz - 24,11 s

### 4 x 100 m
- 2003: 7e op EK U23 in Bydgoszcz - 44,11 s
- 2003: 6e op WK in Parijs - 43,45 s